# بيفرلي هيلز (ممثلة)
بيفرلي هيلز (بالإنجليزية: Beverly Hills)‏ هي ممثلة بريطانية، ولدت في 23 مارس 1966 في فريملي في المملكة المتحدة.

## وصلات خارجية
- بيفرلي هيلز (ممثلة) على موقع IMDb (الإنجليزية)